# David Rodrigo
David Rodrigo Lo (* 8. Mai 1968) ist ein spanischer Fußballtrainer. Von 1999 bis 2010 arbeitete er als Nationaltrainer Andorras.
Der gelernte Sportlehrer begann seine Trainerkarriere als Nachwuchstrainer bei Unió Esportiva Lleida. Anschließend ging er zu CD Binéfar in die dritte spanische Liga. Nachdem mit dem Verein der Aufstieg und ein regionaler Pokalsieg gelungen war, bekam er 1999 das Angebot vom andorranischen Verband, Nationaltrainer zu werden.
Nachdem Rodrigo die Mannschaft übernommen hatte, etablierte er eine neue Organisationsstruktur und schuf eine U21-Auswahl. Zunächst musste die Mannschaft jedoch unter seiner Leitung weiterhin auf den ersten Sieg in einem Qualifikationsspiel warten. Erst bei der Qualifikation zur Weltmeisterschaft 2006 gelang durch ein Tor von Marc Bernaus mit einem 1:0 gegen Mazedonien der erste Sieg, dem ein Unentschieden in Mazedonien folgte. Außerdem gelang gegen Finnland im Aixovall ebenfalls ein Unentschieden. 
Im Juli 2006 kam es zu einem Skandal, als Rodrigo während eines Qualifikationsspiel zur EURO 08 gegen Israel (1:4-Niederlage Andorras) gegenüber dem Starspieler der gegnerischen Mannschaft, Yossi Benayoun, der sich über den 0:2-Rückstand der Andorraner lustig gemacht haben soll, angeblich Israel als „Land von Mördern“ bezeichnete und ihm drohte: „Wir werden euch die Beine brechen“ (You are a country of murderers. We’ll break your legs). Benayoun erhielt anschließend von dem bosnischen Schiedsrichter Siniša Zrnić eine Gelbe Karte, weil dieser ihn beim Streiten mit Rodrigo gesehen hatte. Rodrigo dementierte die Aussagen. Der Pressesprecher der israelischen Mannschaft kündigte eine Beschwerde bei der UEFA an. Der andorranische Mittelfeldspieler Juli Fernández entschuldigte sich bei Benayoun.
Im Februar 2010 wurde Rodrigo als Cheftrainer der andorranischen Nationalmannschaft von Koldo Álvarez abgelöst.